# 1857 في المملكة المتحدة
فيما يلي قوائم الأحداث التي وقعت خلال عام 1857 في المملكة المتحدة.

## سياسة

### تعيين في المنصب
- 1 يناير – جون كوش آدامز Regius Professor of Mathematics  [لغات أخرى]‏.

## مواليد

### يناير
- 1 يناير – تشارلز فويسي
- 18 يناير – وليام ليثابي

### فبراير
- 22 فبراير – بادن باول

### مارس
- 27 مارس – كارل بيرسون

### أبريل
- 14 أبريل – بياتريس أميرة المملكة المتحدة
- 14 أبريل – فيكتور هورسلي

### يونيو
- 2 يونيو – إدوارد إلجار
- 3 يونيو – إلياس جون جب
- 28 يونيو – روبرت جونز

### يوليو
- 2 يوليو – أوغسطين هنري
- 11 يوليو – جوزيف لارمور
- 11 يوليو – ديفيد براين عالم نبات بريطاني.
- 27 يوليو – واليس بودج

### نوفمبر
- 25 نوفمبر – أرتشيبالد غارود
- 27 نوفمبر – تشارلز شرينغتون

## وفيات

### يناير
- 2 يناير – أندرو أور (مواليد 1778)

### فبراير
- 10 فبراير – دايفيد طومسون (مواليد 1770)

### أبريل
- 30 أبريل – الأميرة ماري، دوقة غلوستر و إدنبره (مواليد 1776)

### يوليو
- 29 يوليو – توماس ديك (مواليد 1774) عالم فلك بريطاني.

### ديسمبر
- 15 ديسمبر – جورج كايلي (مواليد 1773)